# Borgholms bio

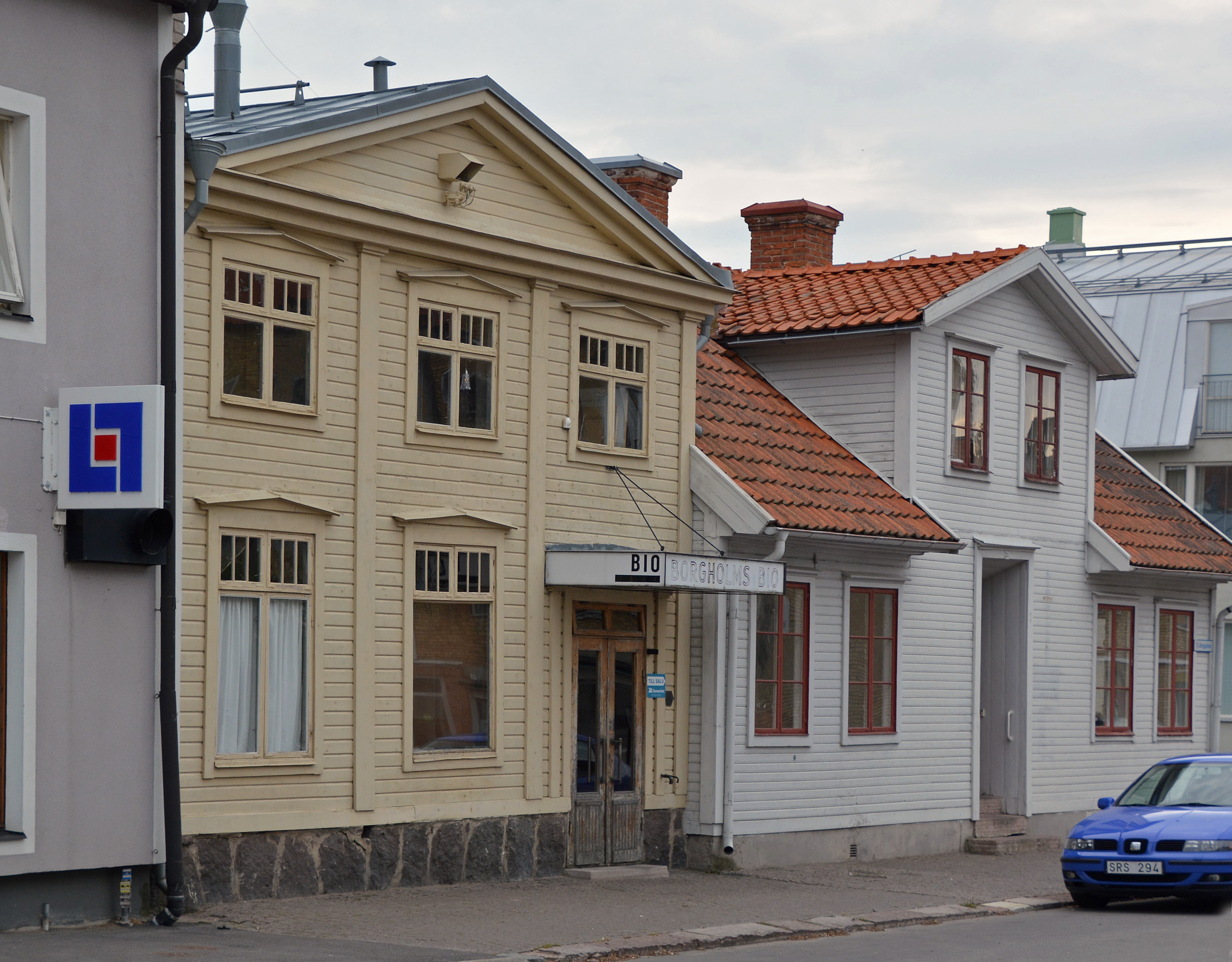
Borgholms bio år 2017.

Borgholms bio är en biograf i kvarteret Kamelen 1 i Borgholm. 
Byggnaden uppfördes 1919 av Einar Andersson och den första filmen visades på biografen den 23 april 1920. Byggnaden uppfördes från början för biografändamål vilket var ovanligt utanför storstäderna. Det vanliga på landsorten var att man hyrde lokaler tillfälligt för ändamålet. Biografens utsmyckning är enkel med drag av nyklassicism. 
År 2001 förklarades Länsstyrelsen i Kalmar län Borgholms bio för byggnadsminne.